# Hrvati u Norveškoj
Hrvati u Norveškoj su osobe u Norveškoj s punim, djelomičnim, ili većinskim hrvatskim podrijetlom i norveškim državljanstvom, kao i osobe podrijetlom Hrvati, rođene u drugim državama a s prebivalištem u Norveškoj.

## Brojčano stanje
Procjenjuje govore da je 2000 Hrvata i njihovih potomaka u Kraljevini Norveškoj. Zadnjih se godina dogodilo neznatnog povećanje broja Hrvata u Norveškoj, ali kao posljedica prirodnog priraštaja, odnosno rađanja trećeg naraštaja Hrvata u Norveškoj i ne toliko uzrokovano migracijom iz Hrvatske.

## Povijest
Prva doseljavanja su u prvoj polovici 20. stoljeća, kao dio iseljavanja u prekomorske zemlje.
U Norvešku su se Hrvati prvi put u bitnijem broju doselili poslije drugog svjetskog rata. Ponajviše se to radilo o Hrvatima iz krajeva koji su bili dio Jugoslavije. Bili su to uglavnom manje skupine ljudi. Doselili su se tijekom 1950-ih i početkom 1960-ih. Uglavnom su to bili politički emigranti, osobito izbjeglice koje su napustile svoje krajeve radi neslaganja s tadašnjim režimom ili samom konstitucijom države. Razlozi iseljavanja bili su i nedovoljna razvijenost i siromaštvo države pogođene užasnom ekonomskom politikom.
Drugi veliki val doseljavanja Hrvata bio je najveći. Uslijedio je krajem 1960-ih i početkom 1970-ih godina. Doselili su iz ekonomskih razloga, kao posljedica sloma privredne reforme, lošeg stanja tržišta rada u domovini i jugokomunističke politike ciljanog gospodarskog uništavanja hrvatskih krajeva praćene politikom liberaliziranog davanja putovnica Hrvatima. Iza naizgled liberalne i otvorene politike prema Zapadu (gdje se tržište rada bilo u procvatu) i slobode kretanje stanovništva stajala je politika koja je stimulirala iseljavanje Hrvata (koji su slanjem doznaka u domovinu financirali režim koji ih je i doveo do iseljavanja) što je imalo za posljedicu ugrožavanje biološke baze Hrvata u domovini, smanjenje broja i postotnog udjela Hrvata. Od skupina koje su doselile u Norvešku, velika je jedna skupina pristigla iz okolice Nove Gradiške. Pretežno su doselili Hrvati iz sjeveroistočne Hrvatske, ali je bilo i Hrvata iz južne i sjeverozapadne Hrvatske, Like, riječkog primorja i dr.
Zbog velikosrpske agresije na Hrvatsku i BiH uslijedio 1990-ih je novi val doseljavanja Hrvata u Norvešku.

## Zemljopisna razdioba
Najviše je Hrvata doselilo u Oslo. Naseljavanje Hrvata zabilježeno je također u svim većim gradovima.

## Kulturni život
Od 10. ožujka 1989. godine djeluje udruga Hrvatska zajednica u Norveškoj (Kroatisk Forbund i Norge) iz Osla. Iznimno je humanitarno pomagala i organizirala dostavu pomoći Hrvatskoj za vrijeme Domovinskog rata. Državljani RH organizirani su i u Hrvatskom kulturnom društvu Zrinski i Frankopan, iz Osla, te u Norveško-hrvatskom društvu prijateljstva. Hrvatska zajednica u Norveškoj je Zajednica je ujedno i podružnica Hrvatskog svjetskog kongresa za Norvešku. Glavna je nositeljica aktivnosti Hrvata u Norveškoj; športskih, kulturnih, društvenih te posebno rada na priznanju Hrvatske kao neovisne države.
U Oslu djeluje Hrvatska katolička misija. Izdaje glasilo Listić. Svete mise na hrvatskom jeziku održavaju se svakog ili svakog drugog tjedna, u Askimu i Mossu.

## Obrazovanje
Škola na hrvatskom jeziku djeluje pri jednoj od udruga Hrvata, Hrvatskoj zajednici u Oslu. Novčari ju financira Ministarstvo znanosti, obrazovanja i športa RH. Hrvatsku nastavu (stanje 2016.) pohađa 40 učenika, izvodi ju jedan učitelj, a održava se dva puta tjedno.
Hrvatski jezik i književnost predaje se na Sveučilištu u Oslu. Lektorat nije u nadležnosti MZOŠ-a RH.

## Šport
OD 1973. godine djeluje hrvatski nogometni klub Croatia - Oslo (IL Croatia), najstarije je organizirano hrvatsko društvo u Norveškoj. Na inicijativu ovog nogometnog kluba, osnovana je udruga Hrvatska zajednica u Norveškoj, glavna nositeljica aktivnosti Hrvata u ovoj državi.

## Poznati Hrvati u Norveškoj
Poznate osobe hrvatskog podrijetla.
- Ivan Poljac, prvi predsjednik Hrvatske zajednice u Norveškoj[3]
- Mato Grubišić, nogometaš
- Vladimir Drozdjak / Droždek, dirigent, voditelj zborova[5][6]

## Vanjske poveznice
- Hrvatska zajednica u Norveškoj, Facebook
- Hrvatska zajednica u Norveškoj